# C³
C³, также известная как C Cube (яп. C3 -シーキューブ- си:кю:бу) или Cube×Cursed×Curious (досл. «Клятый коварный кубик») — японская серия лайт-новел, написанная Хазуки Минасе и иллюстрированная Сасоригатамэ. Выходила с 2007 по 2013 год. Также манга-адаптация и аниме-сериал, стартовавшие в 2011 году. Повествует о Харуаки Яти, получившемот отца посылку с таинственным чёрным кубом .

## Сюжет
Главный персонаж, Харуаки, обладает иммунитетом к проклятьям. Дом же, в котором он живет, построен на необычном месте, являющемся сосредоточением духовных сил. Поэтому отец часто посылает ему различные проклятые вещи. Одной из таких посылок становится проклятый куб, все предыдущие владельцы которого сошли с ума. Сила проклятья на нем дала кубу силы принять форму девушки по имени Фиа (досл. "Страх"). Теперь Фиа надеется освободиться от своего проклятья с помощью Харуаки.

## Персонажи
Харуаки Яти (яп. 夜知 春亮 Яти Харуаки) — главный персонаж и ученик средней школы Тайшу. Его отец имеет обыкновение посылать ему проклятые артефакты, чтобы снять с них проклятия, поскольку их дом находится в благословенном месте, фокусе положительной энергии, которая постепенно снимает проклятия. Эта же положительная энергия делает Харуаки невосприимчивым к любым проклятиям.
Сэйю: Юки Кадзи
Фиа Кьюбрикку (яп. フィア・キューブリック Фиа Кьюбрикку) от англ. Fear Cubrick — главная героиня. Черный проклятый куб, способный превращаться в девушку. Проклятый инструмент, полное название которого - Fear-In-Cube, пыточное устройство, выглядящее как твердый металлический куб. В Fear-In-Cube есть 32 вида пыток, в том числе железная дева и гильотина. Фиа зародилась в разгар инквизиции и стала причиной мучительных смертей бесчисленного количества людей. В конце концов, она разработала собственное проклятие, которое заставляет владельца захотеть использовать ее, чтобы мучить людей и упиваться их болью и криками. Из-за отвращения к своему прошлому Страх предпочитает оставаться в человеческой форме
Сэйю: Юкари Тамура
Коноха Мурамаса (яп. 村 正 こ の は Мурамаса Коноха ) — давний житель дома Ячи, Коноха также является Проклятым инструментом, ее истинная форма — катана. В человеческой форме она по-прежнему сохраняет свои способности разрезать предметы. Её проклятие практически полностью снято, но когда она видит кровь в течение длительного времени может произойти рецидив кровожадной личности с синими волосами и глазами, похожей на Фиа. Однако Коноха чаще падает в обморок при виде крови в результате самогипноза, чтобы не дать своей жажде крови подавить ее. Мало что известно о ее жизни до начала истории, кроме того, что она подруга детства Харуаки. Иногда он называет ее «onee-san» (старшая сестра), как он это делал, когда они были детьми, чтобы добиться от нее особого расположения. Для внешнего мира она и Харуаки - родственники, и она ходит в другой класс, чем он. 
Сэйю: Минори Тихара
Кирика Уэно (яп. 上 野 錐 霞 Уэно Кирика ) — одноклассница Харуаки и также президент студенческого совета. У нее есть два Проклятых инструмента, один из которых называется «Любовь Джинистранга», а другой - «Река черных нитей». Оба этих инструмента дают ей преимущества в бою, вплоть до возможности не погибнуть от смертельной раны, но за это они требуют большую цену.
Сэйю: Эри Китамура
Куроэ Нингёхара (яп. 人形 原 黒 繪 Нингёхара Куроэ ) — проклятый инструмент в виде куклы, которая недавно вернулась в дом Харуаки. У Куроэ очень дружелюбный характер, но обычно она кажется бесчувственной. Только те, кто хорошо ее знают, могут сказать, какие эмоции она испытывает. Она может свободно управлять своими волосами, как щупальцами или руками, для многих целей, таких как перемещение предметов или исцеление других, своей жизненной энергией. Куроэ управляет парикмахерской, где питается остаточной жизненной энергией, содержащейся в остриженных волосах, частично для поддержания своей жизненной энергии, а частично потому, что волосы ей просто нравятся. Благодаря доверию и благодарности клиентов и товарищей по магазину, она полностью сняла проклятие. Ее первоначальное проклятие заключалось в том, что ночью она пыталась украсть жизненную энергию своих хозяев, отрезая им куски волос и поглощая их до тех пор, пока они не умрут. 
Сэйю: Юй Огура

## Отзывы
Габриэлла Экенс из Anime News Network раскритиковала аниме за его неоригинальный сюжет и персонажей, хотя она похвалила его визуальные эффекты и сочла его «развлекательным шоу». Тристан Крокер из Anime Herald дал аналогичный отзыв, назвав историю и персонажей слабо развитыми, в то же время посчитав шоу «забавным сюрпризом».